# Vinje
Vinje je občina v okrožju Vestfold og Telemark na Norveškem. Leži v tradicionalnem okrožju Vest-Telemark, ki je del Øvre Telemark. Upravno središče občine je vas Åmot. Druge vasi v občini so Arabygdi, Edland, Grunge, Haukeli, Krossen, Møsstrond, Nesland, Øyfjell, Raulandsgrend in Vinje.
S 3106 kvadratnimi kilometri je občina 14. največja po površini od 356 občin na Norveškem. Vinje je 209 najbolj naseljena občina na Norveškem s 3755 prebivalci. Gostota prebivalstva v občini je 1,4 prebivalca na kvadratni kilometer in njeno prebivalstvo se je v zadnjih 10 letih povečalo za 1,5 %.

## Splošne informacije
Župnija Vinje je bila kot občina ustanovljena 1. januarja 1838. Leta 1860 sta se severno okrožje Vinje (prebivalstvo: 745) in območje Øyfjell Lårdal (prebivalstvo: 243) združila v novo občino Rauland. V 1960-ih je bilo po vsej Norveški veliko občinskih združitev zaradi dela odbora Schei. 1. januarja 1964 sta se občini Rauland (prebivalstvo: 1656) in občini Vinje (prebivalstvo: 2565) združili v novo, večjo občino Vinje.

## Ime
Občina (prvotno župnija) je dobila ime po stari kmetiji Vinje (staronordijsko Vinjar), saj je bila tam zgrajena prva cerkev. Ime je množinska oblika vin, ki pomeni 'travnik' ali 'pašnik'.

## Zgodovina
Dolgoletne lokalne tradicije umetnosti in obrti so dobro ohranjene. Rauland gosti nacionalno akademijo za umetnost, obrt in tradicionalno glasbo. Ljudska glasba je bila v Vinjah vedno močna. Myllarguten, Targjei Augundsson je zadnja leta svojega življenja živel v Raulandu. Vinje je bilo tudi dom številnih umetnikov rosemålinga - slikanja rož.
Vinje je postal prizorišče težkih bojev med drugo svetovno vojno, v bitki pri Vinjesvingenu, ko so se norveške sile več kot mesec dni držale proti premočnim nemškim silam.

## Geografija
Vinje leži na planoti Hardangervidda in delih gorske planote Setesdalsheiene. Večji del ozemlja občine je precej visoko na nadmorski višini. Evropska avtocesta E134 poteka skozi Vinje na poti čez gorski prelaz in povezuje Vzhodno Norveško z Zahodno Norveško. Vinje leži ob avtocesti približno na pol poti med Oslom (na vzhodu) in Haugesundom (na zahodni obali Norveške). Norveška nacionalna cesta 9 se začne pri Haukeliju in vodi po strmih pobočjih do Hovdena in naprej proti jugu po dolini Setesdal do južnega obalnega mesta Kristiansand.
V bližini je tudi gorsko smučišče Haukelifjell. Izolirano in redko poseljeno območje je znano po razgibanem, goratem terenu, ki podpira številne dejavnosti na prostem, med drugim pohodništvo, gorsko kolesarjenje, deskanje na snegu, smučanje, ribolov in vožnjo s kanujem. Narodni park Hardangervidda leži delno v zahodnem Vinju. Vas Arabygdi leži ob jezeru Totak v zahodnem delu Raulanda. Njegova znamenitost je Urdbøuri, največje kamnito melišče v severni Evropi, z ogromnimi balvani, raztresenimi po dnu doline.
Skozi občino tečeta reki Tokke in Vinjeåi. Jezera Holmavatnet, Møsvatn, Songavatnet, Totak in Vinjevatn so prav tako v Vinjah. Gore Fitjanuten, Kistenuten in Vassdalseggi ležijo na občinski in okrajni meji v zahodnem Vinju.

## Znani prebivalci
- Sveinung Svalastoga (1772 v Raulandu – 1809), norveški slikar vrtnic, pesnik in rezbar
- Myllarguten (Torgeir Agundson Øygarden) (1801–1872), ljudski glasbenik in mojster godec
- Aasmund Olavsson Vinje (1818–1870), pesnik in novinar, je uporabljal nynorsk
- Rikard Berge (1881 v Raulandu – 1969), folklorist, muzealec, biograf in urednik
- Tarjei Vesaas (1897–1970), norveški pesnik in romanopisec
- Aslaug Vaa (1889 v Raulandu – 1965), norveški pesnik in dramatik
- Aslak Brekke (1901–1978), vokalist, ki uporablja steva, in ljudski pevec
- Dyre Vaa (1903–1980), kipar in slikar, njegova dela najdemo v Oslu in Vinju
- Anne Lofthus (1932–2003), norveška umetnica keramike in učiteljica umetnosti
- Guri Vesaas (rojen 1939), norveški pisatelj in prevajalec otroških knjig
- in drugi